# جون كوك (لاعب كريكت)
جون كوك (5 يونيو 1946 - 20 ديسمبر 2007) (بالإنجليزية: John Cook)‏ هو لاعب كريكت بريطاني.